# 샌디 피터슨

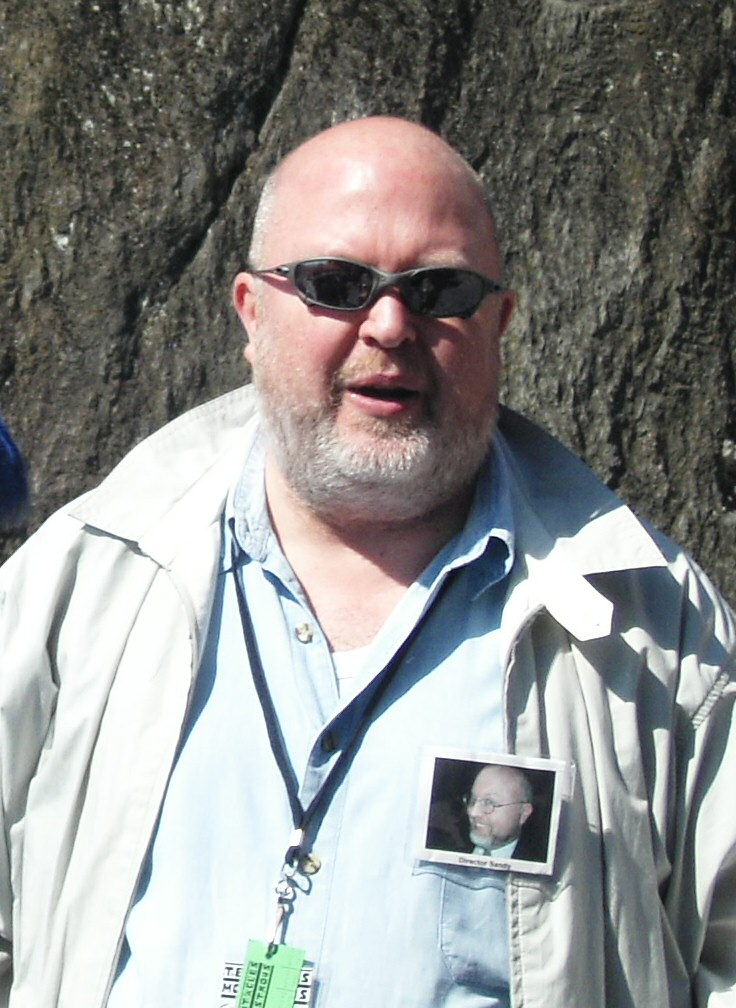
2004년 5월 모습

칼 샌포드 조슬린 "샌디" 피터슨(Carl Sanford Joslyn "Sandy" Petersen, 1955년 9월 16일 ~ )은 미국의 게임 디자이너이다. 그는 카오시움에서 근무하면서 룬퀘스트 개발에 기여하고 호평을 받고 영향력 있는 호러 롤플레잉 게임 크룰루의 부름을 제작했다. 그는 나중에 이드 소프트웨어에 합류하여 둠 시리즈와 퀘이크 시리즈 개발에 참여했다.

## 약력
피터슨은 미주리주 세인트루이스에서 태어나 3세 때 공룡에 대한 사랑을 키웠다. 그는 대학에서 고생물학을 공부했고 나중에 캘리포니아 대학교 버클리에서 동물학을 전공했다.

## 참여한 작품

### 비디오 게임
- 문명 (비디오 게임)
- 다크랜드
- 둠 (1993년 비디오 게임)
- 둠 2 (비디오 게임)
- 퀘이크 (비디오 게임)
- 퀘이크 II
- 에이지 오브 엠파이어 (비디오 게임)
- 에이지 오브 엠파이어 (비디오 게임)
- 에이지 오브 엠파이어 2: 에이지 오브 킹스
- 에이지 오브 엠파이어 2: 정복의 시대
- 에이지 오브 엠파이어 3
- 에이지 오브 엠파이어 3: 대전사
- 헤일로 워즈

### 롤플레잉 게임
- 크툴루의 부름 RPG
- 고스트버스터즈

### 보드 게임
- Cthulhu Wars (2015)
- Theomachy (2016)
- Orcs Must Die! (2016)
- Castle Dicenstein (2017)
- Evil High Priest (2018)
- The Gods War (2018)
- Hyperspace (2019)
- Planet Apocalypse (2020)